# Liste du patrimoine immobilier classé de Gembloux
Cette page regroupe l'ensemble du patrimoine immobilier de la ville de Gembloux.
| Objet | Année de construction / Architecte | Adresse            | Section communale | Coordonnées                      | Numéro d’inventaire | Illustration |
| --- | ---------------------------------- | ------------------ | ----------------- | -------------------------------- | ------------------- | --- |
| L'église Saint-Guibert, ancienne église abbatiale à Gembloux |                                    | place André Hénin  | Gembloux          | 50° 33′ 41″ nord, 4° 41′ 39″ est | 92142-CLT-0001-01   | L'église Saint-Guibert, ancienne église abbatiale à Gembloux |
| La Chapelle-Dieu, à Gembloux |                                    | rue Joseph Laubain | Gembloux          | 50° 33′ 29″ nord, 4° 41′ 57″ est | 92142-CLT-0002-01   | Image manquanteTéléverser |
| Certaines parties de l'Institut agronomique devenu Faculté d'Etat à Gembloux, à savoir: les parties anciennes, l'ancienne ferme abbatiale, le mur situé devant l'entrée principale de l'Institut, vestige des remparts du XIIe siècle, le beffroi, tour de l'ancienne église paroissiale, sis dans le jardin du presbytère, et les deux arcades situées à côté de l'église. |                                    |                    | Gembloux          | 50° 33′ 39″ nord, 4° 41′ 35″ est | 92142-CLT-0005-01   | Institut agronomique devenu Faculté d’État à Gembloux |
| L'édicule dit Reposoir, à Gembloux-sur-Orneau |                                    |                    | Gembloux          | 50° 33′ 41″ nord, 4° 41′ 48″ est | 92142-CLT-0006-01   | Image manquanteTéléverser |
| L'église Notre-Dame à Bossières |                                    |                    | Bossières         | 50° 31′ 06″ nord, 4° 41′ 50″ est | 92142-CLT-0007-01   | L'église Notre-Dame à Bossières |
| Le château de Corroy-le-Château |                                    |                    | Corroy-le-Château | 50° 31′ 58″ nord, 4° 39′ 22″ est | 92142-CLT-0008-01   | Le château de Corroy-le-Château |
| L'ensemble formé par le Château médiéval, son parc et la vallée du Ruisseau, à Corroy-le-Château |                                    |                    | Corroy-le-Château | 50° 31′ 58″ nord, 4° 39′ 08″ est | 92142-CLT-0009-01   | L'ensemble formé par le Château médiéval, son parc et la vallée du Ruisseau, à Corroy-le-Château                                                                          |
| L'église Saint-Lambert, à Corroy-le-Château |                                    |                    | Corroy-le-Château | 50° 32′ 09″ nord, 4° 39′ 16″ est | 92142-CLT-0010-01   | L'église Saint-Lambert, à Corroy-le-Château |
| Ensemble formé par l'église Saint-Lambert, le cimetière qui l'entoure avec son mur de clôture et les marronniers croissant devant l'édifice, à Corroy-le-Château |                                    |                    | Corroy-le-Château | 50° 32′ 09″ nord, 4° 39′ 15″ est | 92142-CLT-0011-01   | Image manquanteTéléverser |
| Le presbytère de Grand-Leez |                                    |                    | Grand-Leez        | 50° 34′ 54″ nord, 4° 45′ 55″ est | 92142-CLT-0012-01   | Image manquanteTéléverser |
| Le moulin à vent Defrenne sis à Grand-Leez |                                    |                    | Grand-Leez        | 50° 34′ 30″ nord, 4° 46′ 00″ est | 92142-CLT-0013-01   | Le moulin à vent Defrenne sis à Grand-Leez |
| Le château-ferme de Falnuée (M) et ensemble formé par ce château-ferme et les terrains environnants (S) |                                    |                    |                   | 50° 30′ 14″ nord, 4° 40′ 13″ est | 92142-CLT-0014-01   | Le château-ferme de Falnuée (M) et ensemble formé par ce château-ferme et les terrains environnants (S)                                                                   |
| La tour de l'église Saint-Foy, à Sauvenière (M) ainsi que l'ensemble formé par ladite tour, le perron, reste de l'ancien cimetière, et l'esplanade bordée de tilleuls (S) |                                    | Sauvenière         |                   | 50° 34′ 52″ nord, 4° 43′ 30″ est | 92142-CLT-0015-01   | La tour de l'église Saint-Foy, à Sauvenière (M) ainsi que l'ensemble formé par ladite tour, le perron, reste de l'ancien cimetière, et l'esplanade bordée de tilleuls (S) |
| La chapelle des Saints Pierre et Paul à Grand-Manil |                                    | Grand-Manil        |                   | 50° 33′ 21″ nord, 4° 40′ 41″ est | 92142-CLT-0020-01   | La chapelle des Saints Pierre et Paul à Grand-Manil |
| Ancienne abbaye d'Argenton à savoir le porche avec ses annexes et les deux tours d'angle, le quartier abbatial, les façades et toitures de l'église abbatiale et le pavement de la cour (M) ainsi que l'ensemble formé par l'abbaye et les terrains environnants (S) |                                    |                    |                   | 50° 33′ 04″ nord, 4° 44′ 23″ est | 92142-CLT-0021-01   | Ancienne abbaye d'Argenton |
| L'aile est abritant les remises et écuries de l'abbaye d'Argenton, à Lonzée ainsi que l'intérieur de l'église abbatiale |                                    | Lonzée             |                   | 50° 33′ 04″ nord, 4° 44′ 22″ est | 92142-CLT-0022-01   | L'aile est abritant les remises et écuries de l'abbaye d'Argenton, à Lonzée ainsi que l'intérieur de l'église abbatiale                                                   |
| Les façades et toitures des bâtiments du château-ferme de Liroux à Sauvenière (M) ainsi que l'ensemble formé par ces bâtiments et les terrains environnants (S) |                                    | Sauvenière         |                   | 50° 34′ 00″ nord, 4° 44′ 05″ est | 92142-CLT-0023-01   | Image manquanteTéléverser |
| Le Moulin de l'Arton et ses abords à Lonzée (S) et établissement d'une zone de protection (ZP) |                                    | Lonzée             |                   | 50° 33′ 25″ nord, 4° 44′ 31″ est | 92142-CLT-0024-01   | Image manquanteTéléverser |
| - les façades et toitures du château de Mielmont à Onoz; |                                    | Onoz               |                   | 50° 29′ 52″ nord, 4° 40′ 21″ est | 92142-CLT-0025-01   | Image manquanteTéléverser |
| Les façades avant et toitures des bâtiments de l'ancienne abbaye bordant la cour d'honneur, comprenant le porche d'entrée, la prélature et les dépendances ainsi que le beffroi, tour de l'ancienne église paroissiale englobée dans le classement de l'ancienne abbaye. |                                    |                    |                   | 50° 33′ 39″ nord, 4° 41′ 35″ est | 92142-PEX-0001-04   | façades avant et toitures de l'ancienne abbaye |
| Le château de Corroy-le-Château |                                    |                    | Corroy-le-Château | 50° 31′ 58″ nord, 4° 39′ 22″ est | 92142-PEX-0002-04   | Le château de Corroy-le-Château |
| Le moulin à vent Defrenne |                                    |                    |                   | 50° 34′ 30″ nord, 4° 46′ 00″ est | 92142-PEX-0003-04   | Le moulin à vent Defrenne |